# Rasmus und der Vagabund (1955)
Rasmus und der Vagabund (Originaltitel: Luffaren och Rasmus) ist ein Kinderfilm von Rolf Husberg nach einem Drehbuch für eine Hörspielserie von Astrid Lindgren.

## Handlung
Rasmus lebt in einem Waisenhaus. Zu gerne möchte er von liebevollen Eltern adoptiert werden. Doch schon bald muss er feststellen, dass immer nur Mädchen adoptiert werden. So beschließt er eines Tages aus dem Heim zu fliehen und sich seine Eltern selbst zu suchen.
Kurz nach seiner Flucht trifft er auf den Landstreicher Oskar. Mit diesem zieht er von nun an durch die Gegend. Oskar spielt auf seiner Ziehharmonika und singt dazu. Damit verdient er sein Geld.
Eines Tages singen Oskar und Rasmus vor einem Haus, in dem gerade ein Raubüberfall stattfindet. Die alte Frau, die alleine in dem Haus lebt, wird gezwungen, so zu tun, als fände kein Überfall statt. Oskar und Rasmus merken, dass etwas Seltsames vor sich geht. Oskar wundert sich, dass die alte Frau ihnen nur 5 Pfennig gibt. Sonst gibt sie Oskar immer 50 Pfennig. Außerdem sieht Rasmus, dass sich jemand hinter dem Vorhang versteckt. Er glaubt auch, dass die alte Frau eine riesengroße Angst hat und bittet Oskar herauszufinden warum das so ist. Die beiden sehen, wie der Frau eine wertvolle Kette gestohlen wird.
Nach dem Überfall ist die alte Frau schwer krank und kann nicht aussagen. Der Arzt vermutet, dass sie möglicherweise stirbt. Nur das Dienstmädchen Anna-Stina sagt aus. Sie tut so, als sei sie selbst Opfer des Überfalls. Dabei sind sie und zwei ihrer Komplizen für den Überfall verantwortlich. Weiter erklärt sie, dass ein Landstreicher sie gemeinsam mit einem kleinen Jungen ausgeraubt habe. Daher werden Oskar und Rasmus verdächtigt etwas mit dem Überfall zu tun zu haben.
Diese wissen nichts von den Anschuldigungen und singen ausgerechnet vor den beiden Komplizen des Dienstmädchens. Rasmus erkennt sofort die Schuhe eines der Komplizen wieder. Diese hatte er hinter dem Vorhang aufblitzen sehen. Auch den anderen Räuber erkennt Rasmus. Er schlägt Oskar vor zur Polizei zu gehen, aber Oskar sagt, dass dort niemand einem Landstreicher und einem Heimkind glauben würde. Außerdem würden sie Beweise brauchen.
Wenig später verstecken die Räuber die Kette und Geld aus einem anderen Raub in dem Haus in dem Rasmus und Oskar übernachten. Die beiden werden von den Räubern entdeckt, aber Oskar kann das Geld und die Kette vor den Räuber verstecken. Oskar und Rasmus gehen anschließend in ein anderes Dorf, um dort zu singen.
Wenig später werden Oskar und Rasmus verhaftet. Sie erzählen, wer die Verbrecher sind. Jedoch glauben die Polizisten ihnen nicht. Als die Polizisten von einem aus dem Heim entflohenen Jungen berichten, flieht Rasmus. Er wird von den Verbrechern gefangen genommen, die wollen, dass er ihnen sagt, wo die Kette und das Geld sind. Allerdings weiß nur Oskar, wo die Sachen sind. Die Räuber wollen Oskar aus dem Gefängnis befreien, damit dieser der Polizei nicht zu viel von ihnen erzählen kann und ihnen das Versteck verrät. Oskar tut so, als würde er bei dem Plan mitmachen, möchte die Verbrecher aber austricksen. Er zeigt den Verbrechern das Versteck, während ihnen heimlich ein paar Polizisten folgen. Die Polizisten erkennen endlich, wer für den Raub verantwortlich ist. Oskar und Rasmus übergeben ihnen die Kette und das Geld. Während die Verbrecher verhaftet werden gehen Rasmus und Oskar fort. Sie gehen zu einem Haus. Wie sich herausstellt gehört das Haus Oskar. Er lebt dort mit seiner Frau, ist jedoch abgehauen, um als Landstreicher zu leben. Oskar und seine Frau wollen Rasmus adoptieren. Rasmus hat endlich ein Zuhause.

## Besetzung & Synchronisation
| Rolle               | Schauspieler    | Synchronsprecher    |
| ------------------- | --------------- | ------------------- |
| Rasmus Oskarsson    | Eskil Dalenius  | Roland Kaiser       |
| Paradis-Oskar       | Åke Grönberg    | Wolfgang Eichberger |
| Märta               | Gudrun Brost    | Marianne Kehlau     |
| Gunnar              | Sven Almgren    |                     |
| Anna-Stina Karlsson | Eivor Landström | Lola Luigi          |
| Fraeulein Höök      | Brita Öberg     | Ursula Krieg        |
| Lif                 | Björn Berglund  | Klaus Miedel        |
| Leander             | Sture Djerf     | Ralph Lothar        |

## Hintergrund
Der Film basiert auf einem Drehbuch für eine Hörspielserie von Astrid Lindgren, das 1955 von Sveriges Radio ausgestrahlt wurde. Das Drehbuch wurde 1956 zu einem Roman umgeschrieben, welcher 1956 unter dem Namen Rasmus und der Landstreicher (Rasmus på luffen) veröffentlicht wurde. Der Film wurde am 3. Dezember 1955 im Astoria-Kino in Stockholm uraufgeführt. In Deutschland wurde der Film ab dem 3. April 1966 im deutschen Fernsehen gezeigt. Am 21. September 2018 erfolgte die Veröffentlichung auf DVD unter dem Titel: Kalle Blomquist, Rasmus & Co. Auf der DVD sind außerdem die Filme Kalle Blomquist lebt gefährlich, Kalle und das geheimnisvolle Karussell und Kalle Blomquist – sein schwerster Fall enthalten.
Auch wenn Rasmus Oskarsson von demselben Darsteller gespielt wird, der auch in Kalle Blomquist lebt gefährlich Rasmus Rasmusson oder in Kalle und das geheimnisvolle Karussell Rasmus Peterson verkörpert, handelt es sich hierbei nicht um dieselbe Person. Hier handelt es sich um einen völlig eigenständigen Film, im Stil der ersten Kalle Blomquist Verfilmungen.

## Kritik
Das Lexikon des internationalen Films urteilte, Rasmus und der Vagabund sei ein „pädagogisch kluger Kinderfilm nach dem Buch von Astrid Lindgren.“.
Lova Hagerfors vom Svenska Filminstitut findet, dass der Film ehrlich und mit großer Wärme erzählt wird. Es sei ein Leichtes sich in das Schicksal von Rasmus einzufühlen. Der Film sei überraschend zeitlos und auch heutzutage noch gut für Kinder geeignet.
OnealRedux von moviebreak.de lobt die frechen Dialoge und guten Figuren. Der Film lebe von seinem „Gespür für die 50er Jahre“ und offenbare sich „als toller Feel-Good-Movie“. Er sei ein guter Film, aber niemals so hervorragend, wie die Filme Kalle Blomquist lebt gefährlich oder Kalle Blomquist – sein schwerster Fall.